# Rosenbergsråkarna
Rosenbergsråkarna este o arie protejată (arie specială de conservare — SAC, sit de importanță comunitară — SCI) din Suedia întinsă pe o suprafață de 90,2 ha, integral pe uscat.

## Localizare
Centrul sitului Rosenbergsråkarna este situat la coordonatele 63°51′41″N 15°18′54″E / 63.8613°N 15.3151°E.

## Înființare
Situl Rosenbergsråkarna a fost declarat sit de importanță comunitară în mai 2000 pentru a proteja 2 specii de plante și 1 specie de animale. Situl a fost protejat și ca arie specială de conservare în martie 2011.

## Biodiversitate
Situată în ecoregiunea boreală, aria protejată conține 4 habitate naturale: Mlaștini împădurite, Taiga vestică, Mlaștini alcaline, Păduri fino-scandinave bogate în ierburi cu Picea abies.
La baza desemnării sitului se află mai multe specii protejate:
- plante (2): Calamagrostis chalybaea, papucul doamnei (Cypripedium calceolus)
- nevertebrate (1): Vertigo genesii